# Gagnebina
Gagnebina là một chi thực vật có hoa trong họ Đậu.